# Узкоколейная железная дорога ГМК «Дальполиметалл»

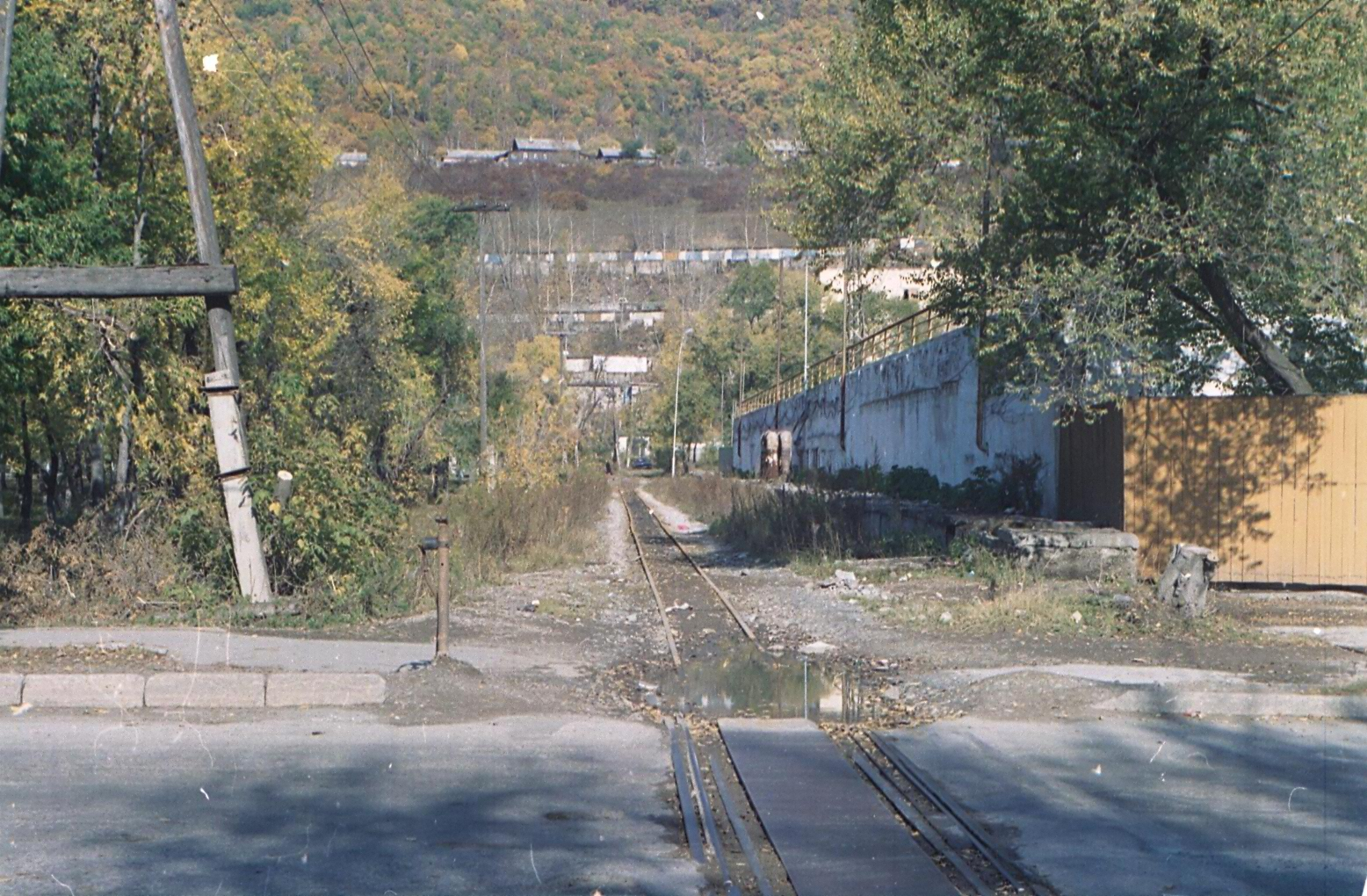
Дальнегорская узкоколейка пересекает главную улицу города (проспект 50 лет Октября), 2002 год

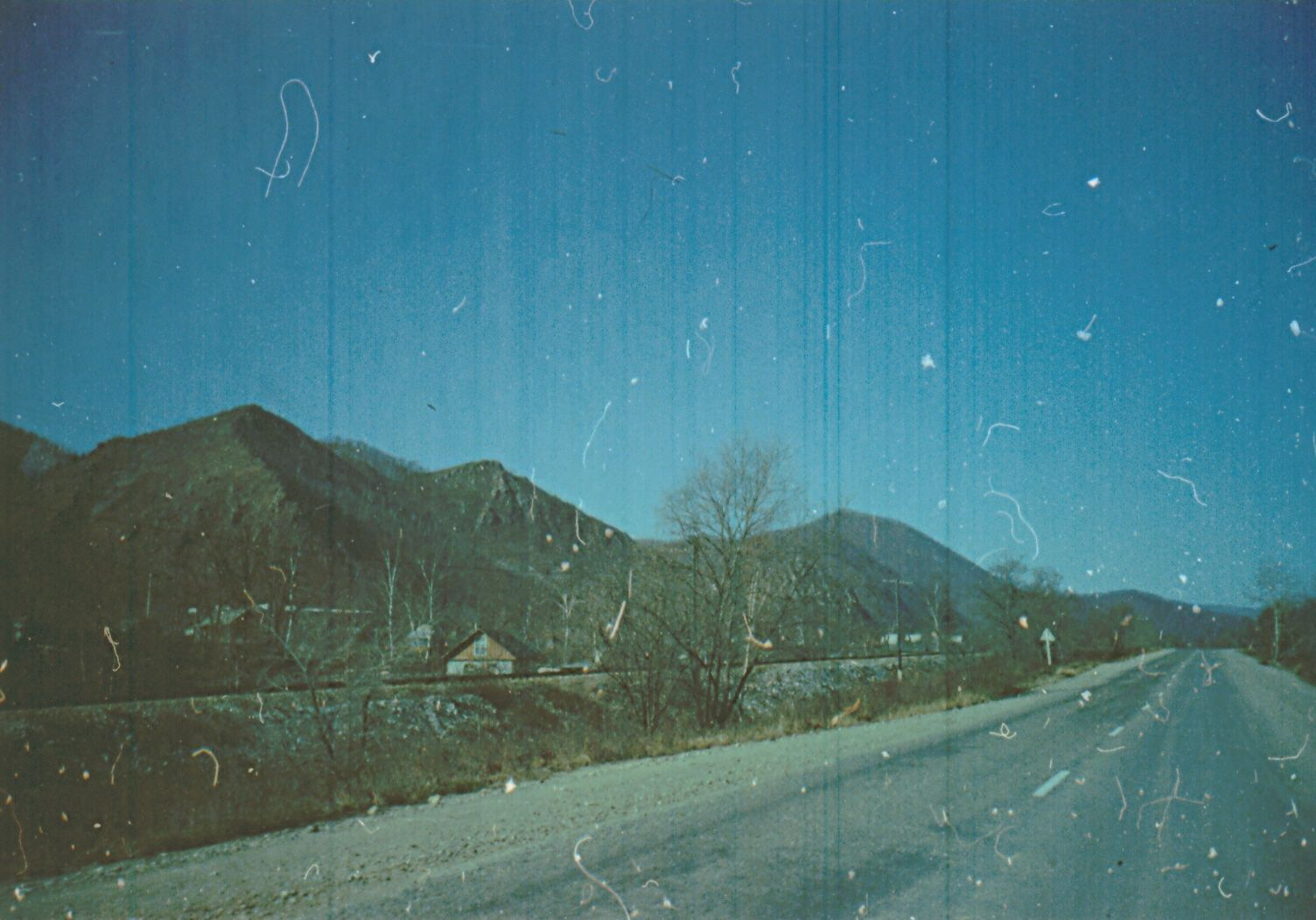
Дальнегорская узкоколейка идёт параллельно автодороге Дальнегорск — Рудная Пристань, 1990 год.

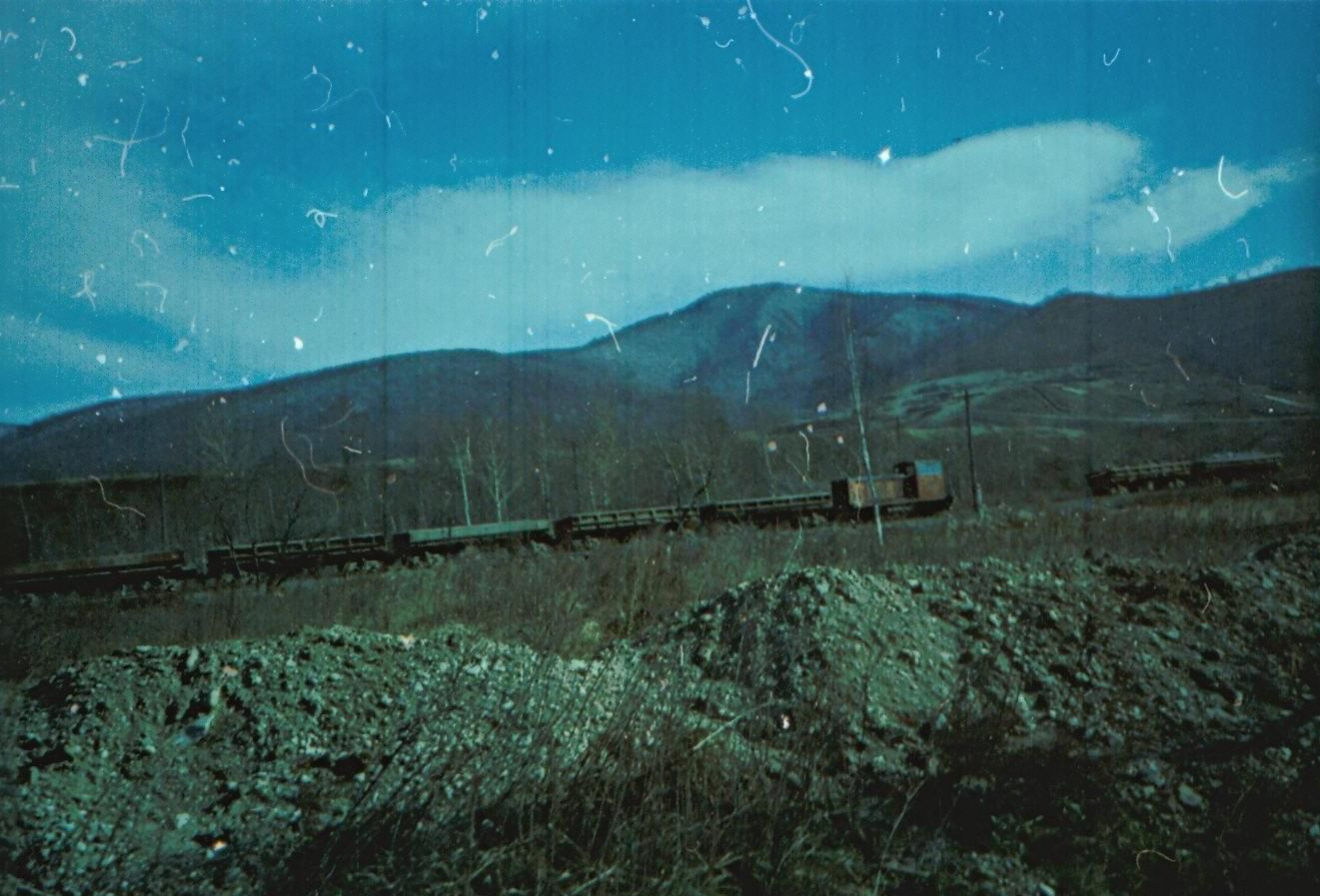
Поезд на участке Дальнегорск — Рудная Пристань, 1990 год.

Узкоколейная железная дорога ГМК «Дальполиметалл» — Карьерная/шахтная узкоколейная железная дорога, колея 750 мм. Эксплуатируется в 2013 году 5 км. Грузовое движение, перевозка свинцово-цинковых руд. Название Тетюхинская узкоколейная железная дорога использовалось в основном до 1932 года, в настоящее время является условным.

## История
В 1908 году началось строительство узкоколейной железной дороги Тетюхе-Пристань (ныне Рудная Пристань) — Тетюхе (ныне Дальнегорск). Строительство велось на средства компании Юлия Ивановича Бринера. В 1911 году участок Тетюхе-Пристань — Тетюхе был сдан в эксплуатацию, его протяжённость составляла 38 километров, ширина колеи — 600 мм. Локомотивное депо было построено в посёлке Тетюхе, подвижной состав первоначально состоял из четырёх паровозов, 80 вагонов для перевозки руды, 14 лесовозных платформ. Узкоколейная железная дорога была реконструирована на колею 750 мм. В 1932 году частное владение закончилось, узкоколейная железная дорога продолжала развиваться, на неё поступали новые паровозы советского производства. По узкоколейной железной дороги перевозились различные грузы: руда, лес, машины и оборудование для рудников, различные грузы для нужд посёлка, существовало пассажирское сообщение. Протяжённость узкоколейной железной дороге на пике её развития составляла не менее 70 километров. В 1960-х годах на узкоколейной железной дороге паровозы были заменены тепловозами, приблизительно тогда же было прекращено пассажирское движение. После 1991 года узкоколейная железная дорога перешла в собственность ОАО ГМК «Дальполиметалл». Состояние пути на участке Дальнегорск — Рудная Пристань постепенно ухудшалось.

## Современное состояние
В начале 2006 года владельцы комбината «Дальполиметалл» приняли решение о переходе на автомобильную доставку рудного концентрата от Дальнегорск до Рудной Пристани. Причины: аварийное состояние пути и нерентабельность — в Рудную Пристань уже давно отправляли по 2-3 вагона с рудой. Вскоре была начата разборка пути на участке узкоколейной железной дороги протяжённостью не меньше 36 километров. Летом 2006 года путь демонтирован на всём протяжении этого участка. Участок от станции Рудная до рудников было решено сохранить, по нему осуществляется доставка руды на обогатительную фабрику. Летом 2007 года дорогу ремонтируют, на многих участках полностью заменена шпальная решётка. В 2013 году действует участок от обеих шахт до фабрики, движение круглосуточное, на линии постоянно работают два тепловоза ТУ7.

## Подвижной состав
Локомотивы:
- ТУ7А — № 1138, 3223, 3179
- ТУ6Д — № 0133
- Тяговый подвижной состав в шахте — электровозы

Вагоны:
- Платформы
- Хопперы-дозаторы
- Вагоны-самосвалы (думпкары)

Путевые машины:
- Снегоочиститель узкоколейный